# Clymenopsis concaudata
Clymenopsis concaudata är en ringmaskart som beskrevs av Detinova 1984. Clymenopsis concaudata ingår i släktet Clymenopsis och familjen Maldanidae. Inga underarter finns listade i Catalogue of Life.